# Rieutort-de-Randon
Rieutort-de-Randon (okzitanisch: Rieutòrt de Randon) ist eine Ortschaft und eine Commune déléguée in der französische Gemeinde Monts-de-Randon mit 723 Einwohnern (Stand: 1. Januar 2022) im Département Lozère in der Region Okzitanien (vor 2016 Languedoc-Roussillon). Die Einwohner werden Rieutortais genannt.
Die Gemeinde Rieutort-de-Randon wurde am 1. Januar 2019 mit Servières, La Villedieu, Estables und Saint-Amans zur Commune nouvelle Monts-de-Randon zusammengeschlossen. Sie gehörte zum Arrondissement Mende und zum Kanton Saint-Alban-sur-Limagnole.

## Lage
Der Ort Rieutort-de-Randon liegt im Gebiet der Causse de Sauveterre am Colagne im südlichen Zentralmassiv und im Norden der Cevennen in der Berglandschaft Margeride. Umgeben wurde die Gemeinde Rieutort-de-Randon von den Nachbargemeinden Saint-Amans und Estables im Norden, Arzenc-de-Randon im Osten, Le Born im Südosten, Chastel-Nouvel im Süden, Servières im Süden und Südwesten, Lachamp im Westen sowie Ribennes im Nordwesten.

## Bevölkerungsentwicklung
| Jahr                       | 1962 | 1968 | 1975 | 1982 | 1990 | 1999 | 2006 | 2013 |
| Einwohner                  | 897  | 715  | 684  | 661  | 585  | 646  | 731  | 765  |
| Quellen: Cassini und INSEE |      |      |      |      |      |      |      |      |

## Sehenswürdigkeiten
- Kirche Saint-Julien
- Kapelle Saint-Ferréol im Ortsteil Montagne de Vitrollettes

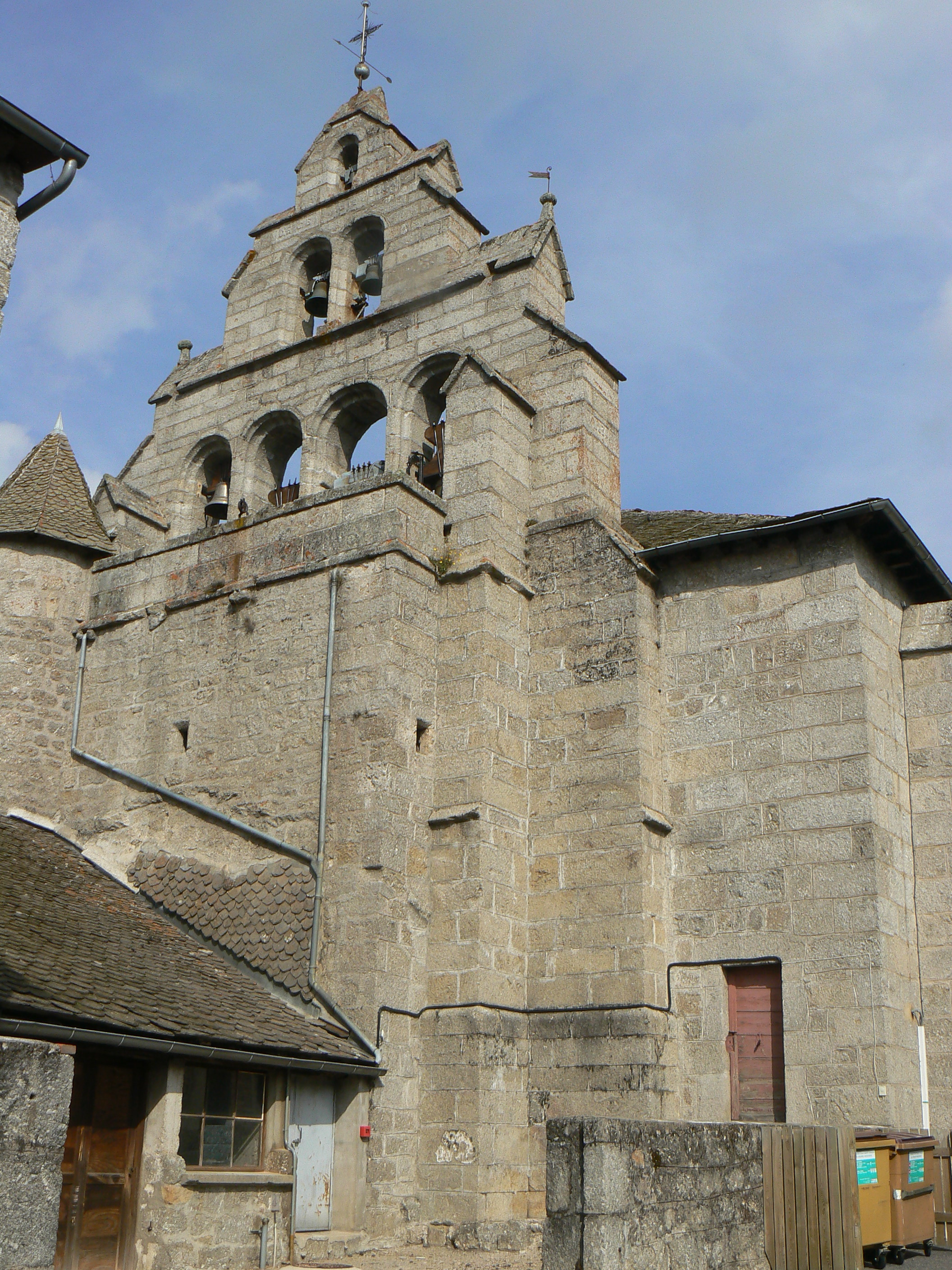
Kirche Saint-Julien
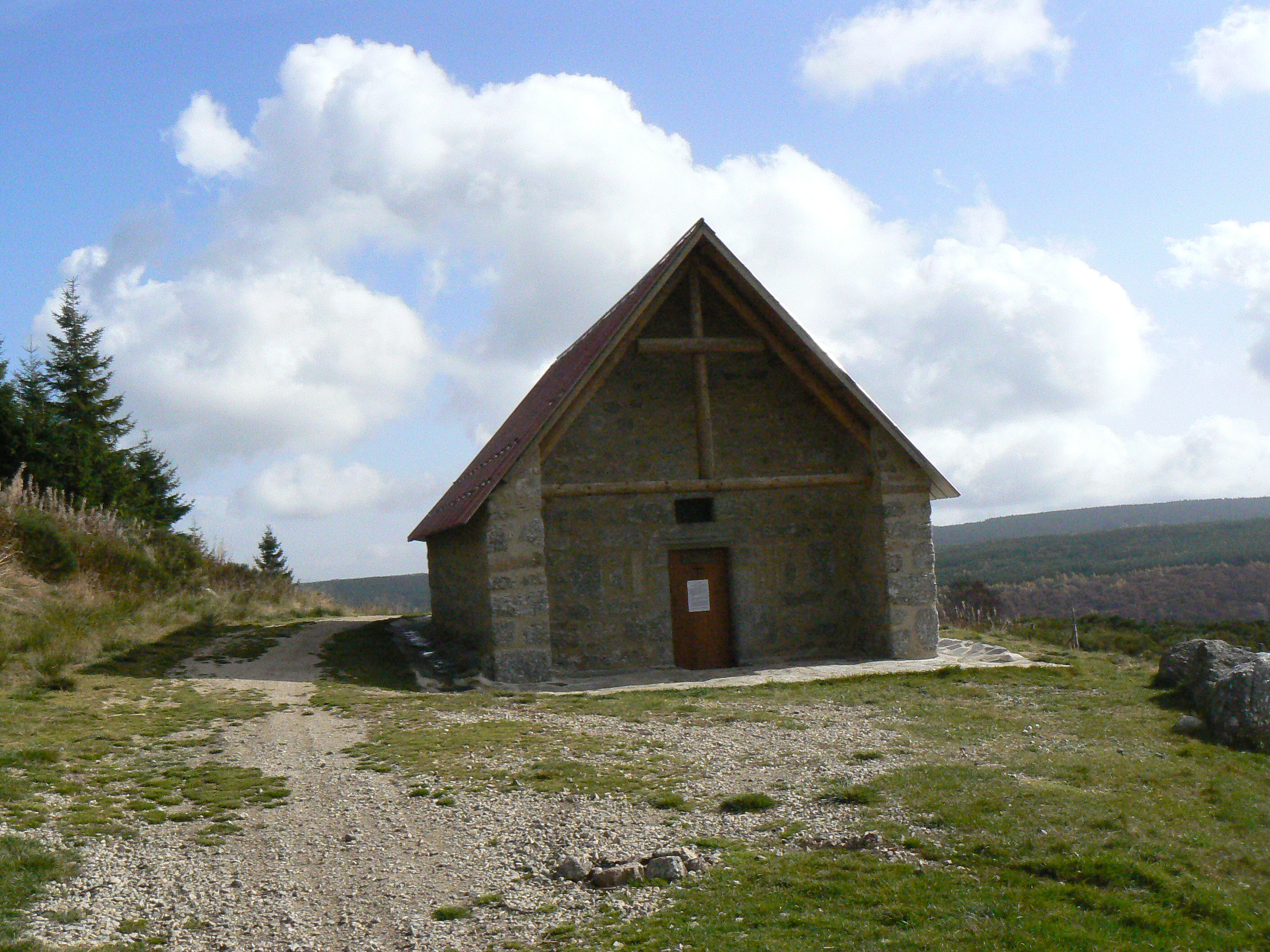
Kapelle Saint-Ferréol
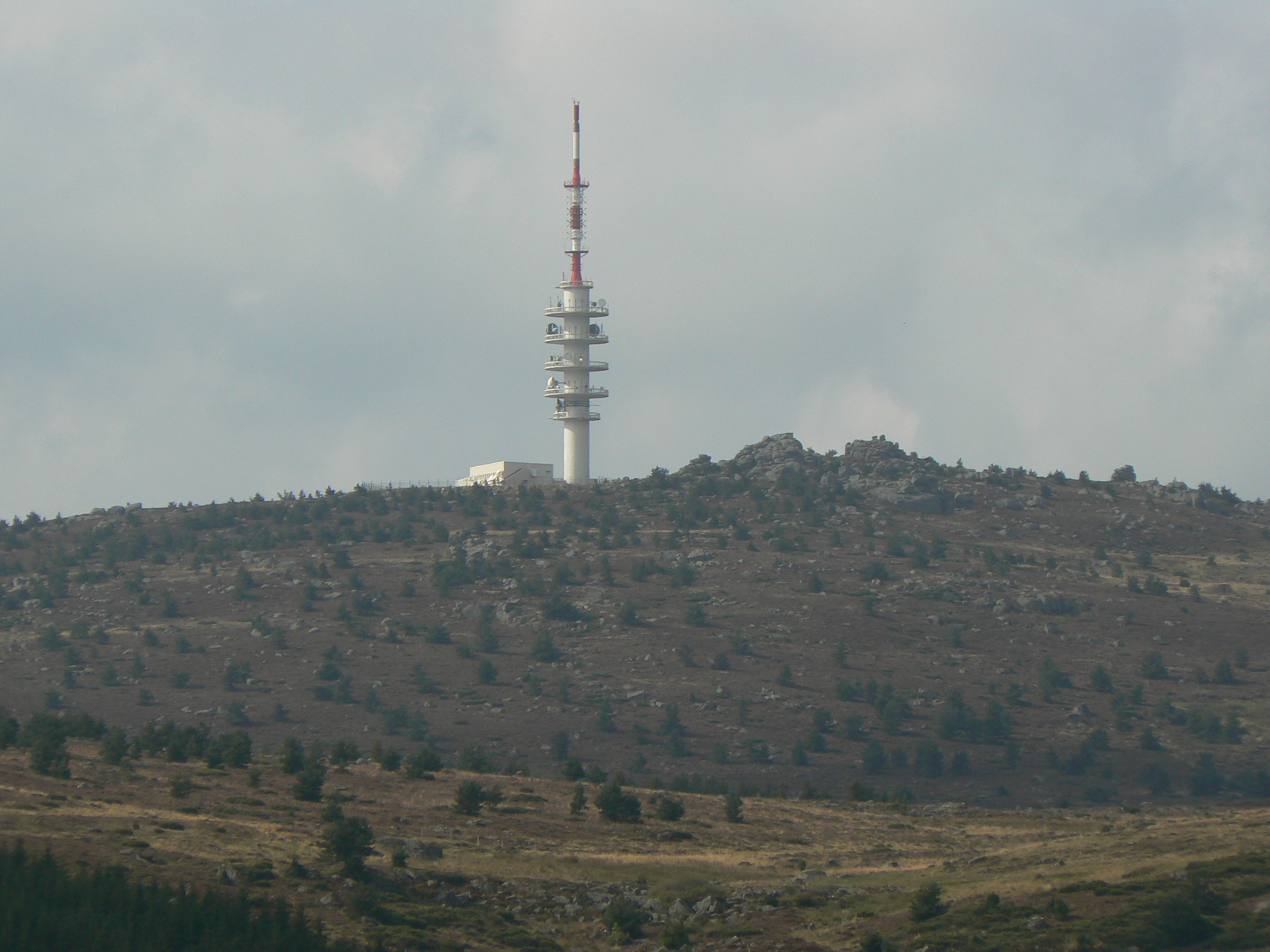
1552 m hoher „Hausberg“ Truc de Fortunio mit Fernsehturm